# Недбайло Петро Омелянович
Недба́йло Петро́ Омеля́нович (нар. 12 липня 1907, Суражський повіт Чернігівська губернія  — пом. 31 жовтня 1974, Київ) — український  вчений , правознавець у комуністичних органах влади в Україні, доктор юридичних наук (1957), професор (1958), член-кореспондент АН УРСР (1969). Заслужений діяч науки УРСР. Безпосередній учасник погрому української інтелігенції 1972 року, проведеного на замовлення КГБ СССР.

## Життєпис
Народився 12 липня (29 червня) 1907 року в селі Ново-Новицьке (Чернігівська губернія) на Стародубщині, (анексована РФ і віднесена у Клинцовський район Брянської області).
1930 закінчив Харківський юридичний інститут. Працював аспірантом (у професора Вол. Сливицького), викладачем кафедри теорії держави та права.
З 1940 року — завідувач кафедри, декан юридичного факультету Львівського університету в окупованій західній Україні.
В роки Другої світової війни — заступник начальника відділу Головної прокуратури Радянської армії.
У 1946 році повернувся до викладацької роботи — завідував кафедрою Львівського університету, який проходив процес «совєтизації».
З 1959 — завідувач кафедри теорії держави і права юридичного факультету Київського університету, був ректором Київського університету правових знань.
У 1958—1971 роках — постійний представник УРСР в Комісії ООН з прав людини, обирався її головою. У складі делегацій України брав участь у роботі чотирьох сесій.
Помер 31 жовтня 1974 року в Києві.

## Причетність до репресій
В рамках погрому української інтелігенції 1972 року, комуністичні репресивні органи порушили питання щодо праці українського дисидента Івана Дзюби «Інтернаціоналізм чи русифікація?» 1965 року. За офіційною інформацією, ЦК КПУ постановою від 7 лютого 1972 року доручив комісії в складі Андрія Скаби (голова), Вол. Євдокименка, Юрія Збанацького, Вас. Козаченка, Лар. Нагорної, Петра Недбайла, В. А. Чирка, Мик. Шамоти та Пав. Ящука розглянути листа Івана Дзюби, адресованого першому секретарю ЦК КПУ Петру Шелесту та голові Ради Міністрів УРСР Володимирові Щербицькому, та додану до листа працю «Інтернаціоналізм чи русифікація?».
15 лютого 1972 р. комісія, «проаналізувавши згаданий лист та матеріал І. Дзюби, а також вивчивши матеріали зарубіжної антирадянської преси і радіо за період з 1966 по 1972 рік», «прийшла до висновку, що підготовлений Дзюбою матеріал „Інтернаціоналізм чи русифікація?“ є від початку й до кінця пасквілем на радянську дійсність, на національну політику КПРС і практику комуністичного будівництва в СРСР». Також, серед іншого, члени комісії оголосили Дзюбу ворогом радянської влади, навісили на нього ідеологічне клеймо «українського буржуазного націоналіста», звинуватили його у злісному наклепі на компартійно-радянську владу та у солідаризації з ворогами радянської влади тощо. 1973 року, за «антирадянську» працю «Інтернаціоналізм чи русифікація?», Київський обласний суд засудив Івана Дзюбу до 5 років ув'язнення і 5 років заслання..
Василь Стус стверджував що рецензія цієї комісії була «з відверто поліційними, кровожерними заявами», а про самих рецензентів, яких він називав «внутрішніми рецензентами КДБ», заявляв що «їхня вина в проведенні масових репресій така сама, як і штатних кагебістів. Вони такі самі душогуби, як слідчі і судді.»
Того ж року також публічно виступав проти іншого дисидента — В'ячеслава Чорновола.

## Наукова робота
Член-кореспондент НАН України з грудня 1969 — правознавство.
Досліджував проблеми теорії держави і права, застосування правових норм та юридичних гарантій законності. Приділяв увагу питанням захисту прав людини як на національному, так і на міжнародному рівнях. У 1960—70-і розробляв проблеми наукознавства, обґрунтував ідею про необхідність підвищення ролі юридичної науки у розвитку законодавства.

## Основні праці
- «Радянські правові норми» (1959).
- «Застосування радянських правових норм» (1960).
- «Методологічні проблеми радянської юридичної науки» (1965).
- «Вступ до загальної теорії держави і права» (1971).

## Нагороди
У 1968 році відзначений премією ООН «За видатні досягнення в галузі прав людини» з врученням Золотої медалі ООН.